# Yttresjön
Yttresjön är en sjö i Falkenbergs kommun i Halland och ingår i Suseåns huvudavrinningsområde. Sjön är 8,8 meter djup, har en yta på 0,04 kvadratkilometer och befinner sig 68 meter över havet. Sjön avvattnas av vattendraget Hovgårdsån. Vid provfiske har abborre, gädda och mört fångats i sjön.

## Delavrinningsområde
Yttresjön ingår i det delavrinningsområde (630976-131617) som SMHI kallar för Vid Q i Län punkt. Medelhöjden är 106 meter över havet och ytan är 32,58 kvadratkilometer. Det finns inga avrinningsområden uppströms utan avrinningsområdet är högsta punkten. Hovgårdsån som avvattnar avrinningsområdet har biflödesordning 3, vilket innebär att vattnet flödar genom totalt 3 vattendrag innan det når havet efter 31 kilometer. Avrinningsområdet består mestadels av skog (84 %). Avrinningsområdet har 0,72 kvadratkilometer vattenytor vilket ger det en sjöprocent på 2,2 %.